# Frances Ondiviela
Francisca Ondiviela Otero (ur. 19 maja 1962 w Las Palmas de Gran Canaria) – meksykańska aktorka telewizyjna i filmowa pochodzenia hiszpańskiego, znana jako Frances Ondiviela i Pat Ondiviela. Jej kariera rozwinęła się w telewizji meksykańskiej i hiszpańskiej w Stanach Zjednoczonych. W wieku 13 lat, wspierana przez matkę, rozpoczęła karierę jako modelka. Była Miss Hiszpanii 1980, reprezentowała Hiszpanię w konkursach Miss World w 1980 i Miss Universe" w 1981. W Polsce znana z takich telenowel jak: Osaczona, Eva Luna, Ukryta miłość czy Santa Diabla. Ma dwoje dzieci: Natalia (ur. 1987) i Emiliano (ur. 1995).

## Wybrana filmografia
- 1994: Marimar jako Brenda
- 1995-1996: Maria z przedmieścia jako Cecilia
- 1996-1997: Serce Clarity jako Bárbara
- 2004: Serce z kamienia jako Georgina Barrenechea
- 2007: Osaczona jako Octavia Irazabal
- 2010: Eva Luna jako Deborah González
- 2012: Ukryta miłość jako Julieta „Julie” de Villavicencio